# Episodi di Rookie Blue (sesta stagione)
La sesta e ultima stagione della serie televisiva Rookie Blue, composta da 11 episodi, è stata trasmessa in prima visione assoluta dal 21 maggio al 29 luglio 2015, in contemporanea in Canada e negli Stati Uniti, rispettivamente dai canali Global TV e ABC.
In Italia la stagione è stata resa disponibile on demand interamente sulla piattaforma TIMvision di Telecom Italia a partire dal 17 dicembre 2015.
| nº | Titolo originale     | Titolo italiano          | Prima TV originale | Pubblicazione Italia |
| -- | -------------------- | ------------------------ | ------------------ | -------------------- |
| 1  | Open Windows         | Finestre aperte          | 21 maggio 2015     | 17 dicembre 2015     |
| 2  | Perfect Family       | La famiglia perfetta     | 28 maggio 2015     | 17 dicembre 2015     |
| 3  | Uprising             | Rivolta                  | 4 giugno 2015      | 17 dicembre 2015     |
| 4  | Letting Go           | Lascia andare            | 11 giugno 2015     | 17 dicembre 2015     |
| 5  | A Real Gentleman     | Un vero gentiluomo       | 18 giugno 2015     | 17 dicembre 2015     |
| 6  | Home Run             | Fuori campo              | 24 giugno 2015     | 17 dicembre 2015     |
| 7  | Best Man             | Il testimone dello sposo | 1º luglio 2015     | 17 dicembre 2015     |
| 8  | Integrity Test       | Test d'integrità         | 8 luglio 2015      | 17 dicembre 2015     |
| 9  | Ninety Degrees       | Ondata di caldo          | 15 luglio 2015     | 17 dicembre 2015     |
| 10 | Breaking Up the Band | Il gruppo si scioglie    | 24 luglio 2015     | 17 dicembre 2015     |
| 11 | 74 Epiphanies        | 74 Epifanie              | 31 luglio 2015     | 17 dicembre 2015     |

## Finestre aperte
- Titolo originale: Open Windows
- Diretto da: Peter Stebbings
- Scritto da: Tassie Cameron

### Trama
Cruz dice a Sam di essere incinta di lui. Andy lo viene a sapere e chiede del tempo. Diaz esce con una donna sposata che si scopre essere la moglie dell'ispettore. Andy viene attaccata in casa di Traci, ma riesce a farlo fuggire. Sarà il caso di oggi quello di uno stupratore seriale. Nick scopre che la ragazza con cui era uscito e che dopo era sparita sarà una nuova collega del distretto. Alla fine lei sale in macchina con un uomo di colore che sembra spiino il distretto.

## La famiglia perfetta
- Titolo originale: Perfect Family
- Diretto da: Eleanore Lindo
- Scritto da: Adriana Maggs

### Trama
Cruz e Dov cercano di scoprire chi ha messo la bomba nel distretto. Andy decide di restare con Sam e accettare il bambino. Nel frattempo il caso di oggi è la ricerca di una ragazzina scomparsa che subisce violenze dal padre. Diaz prima viene incaricato di controllare la macchina della moglie dell'ispettore con cui lui ha avuto una tresca, poi gli viene chiesto di ristrutturare l'ufficio dell'ispettore.

## Rivolta
- Titolo originale: Uprising
- Diretto da: Gregory Smith
- Scritto da: Sherry White

### Trama
Durante un trasferimento di prigionieri Andy scopre che Juliette nasconde qualcosa. Durante una rivolta, loro due vengono prese in ostaggio da una detenuta col coltello, Peck si nasconde con una vecchia ergastolana, mentre Collins si fa fregare da una sociopatica. Duncan cerca di chiedere informazioni di Chloe a Dov per poter uscirci insieme. Sam e Cruz intanto hanno la prima ecografia e chiariscono che nella vita della bambina ci sarà pure Andy.

## Lascia andare
- Titolo originale: Letting Go
- Diretto da: Steve Dimarco
- Scritto da: Tassie Cameron e Katrina Saville

### Trama
Nick vuole vendicarsi della persona che ha causato l'incidente dei suoi genitori, ma Juliette lo ferma e lo aiuta ad arrestarlo. La figlia di Oliver viene arrestata, ma il commissario gli permette di far cancellare la faccenda.

## Un vero gentiluomo
- Titolo originale: A Real Gentleman
- Diretto da: Paul Fox
- Scritto da: Karen Moore

### Trama
Sono tutti impegnati per la retata, ma Traci viene rapita dalla persona che aveva aggredito Andy in casa di Traci. In realtà si scopre che è stata rapita dal barista Cory che avevano già interrogato in passato. Nick e Juliette si vedono di nascosto.

## Fuori campo
- Titolo originale: Home Run
- Diretto da: Gregory Smith
- Scritto da: Shelley Eriksen

### Trama
Andy e Sam vanno nella baita di Oliver dove Sam chiede ad Andy di sposarlo e lei accetta. Il distretto deve disputare una partita di baseball e Gail cerca di fare bella figura per l'adozione. Durante la partita però avviene una sparatoria sui ragazzini. Andy parla dei suoi sospetti su Juliette con Sam, che rivela che lei è un'infiltrata messa da Noelle per indagare sul caso della bomba al distretto.

## Il testimone dello sposo
- Titolo originale: Best Man
- Diretto da: Charles Officer
- Scritto da: Adriana Maggs e Enuka Okuma

### Trama
Al Penny Sam e Andy si sfidano davanti ai colleghi per festeggiare le nozze. Il commissario Santana ha scoperto di Juliette e vuole un rapporto sulla faccenda, così Noelle riferisce a Sam che Juliette ha dei sospetti su Oliver. Andy e Sam cercano di scoprire qualcosa per aiutare Oliver, ma tutto è fatto in modo che risulti colpevole. Traci scopre che è Steve il compratore dell'esplosivo e quindi il complice di Santana.

## Test d'integrità
- Titolo originale: Integrity Test
- Diretto da: James Genn
- Scritto da: Alan McCullough

### Trama
Il commissario Santana prende il posto di Oliver al distretto e tutti sono d'accordo nello scoprire la verità su di lui. Andy, Dov, Nick, Juliette e Gale organizzano una trappola per incastrare Santana utilizzando Duncan il figliastro: gli fanno credere di dover recuperare delle prove che lo incolperebbero. Scoprono così che anche Steve è coinvolto, in quanto è lui che si reca nel magazzino dove dovrebbero trovarsi le prove. Santana e Steve vengono quindi arrestati per il caso della bomba. Oliver viene scagionato da ogni accusa e Traci intima a Steve di non farsi più vedere perché tra loro è finita. Jarvis confessa a Diaz che sa della sua relazione con la moglie, ma siccome il suo matrimonio non è più felice, va a convivere con la sua fiamma.

## Ondata di caldo
- Titolo originale: Ninety Degrees
- Diretto da: T.W. Peacocke
- Scritto da: Tassie Cameron e Bradley Simpson

### Trama
Oliver torna in servizio su strada. Nel centro mentale (dove fa degli incontri Marlo) viene accoltellato un paziente. Andy accompagna Cruz da un'amica bipolare che pensa si voglia suicidare e mentre sono lì partorisce. Il colpevole è un paziente che ha accoltellato e Sadie (vecchia conoscenza prostituta) che spacciava. Chloe e Dov chiariscono e si baciano.

## Il gruppo si scioglie
- Titolo originale: Breaking Up the Band
- Diretto da: Jason Priestley
- Scritto da: Noelle Carbone

### Trama
Juliette propone ad Andy di andare con lei sotto copertura a Vancouver per chiarirsi le idee, ma chiarisce con Sam e non parte. Nick decide di partire con Juliette. Gail (che nel frattempo salta incontro adozione) deve raccontare la sua versione al processo del fratello, ma lui decide di patteggiare per non obbligarla a mentire.

## 74 Epifanie
- Titolo originale: 74 Epiphanies
- Diretto da: David Wellington
- Scritto da: Tassie Cameron

### Trama
Andy durante il tragitto per raggiungere la chiesa per il matrimonio dà un passaggio ad una ragazzina che le ruba la macchina. Grazie a Duncan che la raggiunge riesce ad arrivare in chiesa e a sposare Sam. Andy lancia il bouquet a Chloe, che è tornata insieme a Dov. I ragazzi alla fine scoprono che rimarranno tutti al 15º distretto (eccetto Duncan spedito al 27º distretto e Nick che si è trasferito a Vancouver con Juliette) e diventano istruttori, Dov invece seguirà il corso per diventare detective come voleva, mentre Traci diventa sergente detective e nuovo capo dell'anti gang. Oliver ritorna sergente e chiude con la celebre frase: "servire, proteggere... e non fare casini."